# 海南广播电视总台
海南广播电视总台（英語：Hainan Broadcasting Group, 缩写：HBG），是中华人民共和国海南省一家主要从事广播电视节目制作的特大型省属事业单位，2001年8月由海南电视台和海南人民广播电台合并成立。初名为海南广播电视台，2008年改称海南广播电视总台。

## 历史沿革
中华人民共和国成立後，中共透过海南島戰役夺取了海南岛，随即建立海南行政公署，并筹备创建自己的广播电台。1952年10月10日，中共在海口市大英山建造了电台。1953年2月2日，海南人民广播电台成立，为广东第一座地方电台，也与延邊人民廣播電台一道，成为中国大陆最早成立的省级以下的地方电台:632-633。该台成立后，随即开始转播中央人民广播电台的节目:163。1958年，为了扩大广播讯号覆盖率，电台得到了国家广播事业管理局的一部20千瓦中波发射机，并在琼山县府城和海口市丁村交界处设立新的发射台，发射功率因此有所提高:634。1966年，文化大革命爆发后，在地的革命委员会一度对电台实施军事管理:160。
海南广播电视总台的电视服务源于1982年8月成立的海南电视台，1984年10月1日正式开播，1989年6月升格为省级电视台。现有7个电视频道。

## 服务

### 电视频道
| 頻道名稱 | 语言   | 广播格式                    | 啟播時間                                        | 频道前身                                                                                          | 備註                                                                                          | 備註 |
| 海南卫视 | 普通話 | SD: PAL 576i 16:9 HD: 1080i | 标清版：1999年9月25日 高清版：2017年1月1日      | 旅游卫视                                                                                          | 卫星电视频道，在2002年1月28日至2019年5月1日间使用旅游卫视名称                                 |      |
| 自贸频道 | 普通話 | SD: PAL 576i 16:9 HD: 1080i | 标清版：1984年10月1日 高清版：2018年7月11日     | 海南电视台 海南电视台第一套节目 无线频道 新闻综合频道 综合频道 经济频道 经济生活频道              | 海南省第一个无线电视频道，2019年5月1日更名为海南经济生活频道，2022年7月26日更名为海南自贸频道 |      |
| 公共频道 | 普通話 | SD: PAL 576i 16:9 HD: 1080i | 标清版：1990年 高清版：2018年8月22日            | 海南电视台第二套节目 有线频道 都市频道:235-236 政法频道 生活综艺频道                              | 海南省第一个有线电视频道，政策性综合电视频道                                                  |      |
| 文旅频道 | 普通話 | SD: PAL 576i 16:9 HD: 1080i | 标清版：2005年1月19日:236 高清版：2018年8月22日 | 海南电视台第三套节目 财经频道 商业频道 影视娱乐频道 影视剧频道 影视故事频道 影视综艺频道 影视频道 | 以文化、旅游节目为主的电视频道                                                                |      |
| 少儿频道 | 普通話 | SD: PAL 576i 16:9 HD: 1080i | 标清版：2005年1月19日:236 高清版：2018年8月22日 | 海南电视台第四套节目 科教青少频道 青少频道                                                        | 以少儿节目为主的政策性电视频道                                                                |      |
| 新闻频道 | 普通話 | SD: PAL 576i 16:9 HD: 1080i | 标清版：2009年1月 高清版：2018年7月11日         |                                                                                                   | 以新闻节目为主的电视频道                                                                      |      |
| 三沙卫视 | 普通話 | SD: PAL 576i 16:9 HD: 1080i | 标清版：2013年9月3日 高清版：2018年6月27日      |                                                                                                   | 属三沙市广播电视台，由海南广播电视总台负责运营                                                |      |

### 广播频率

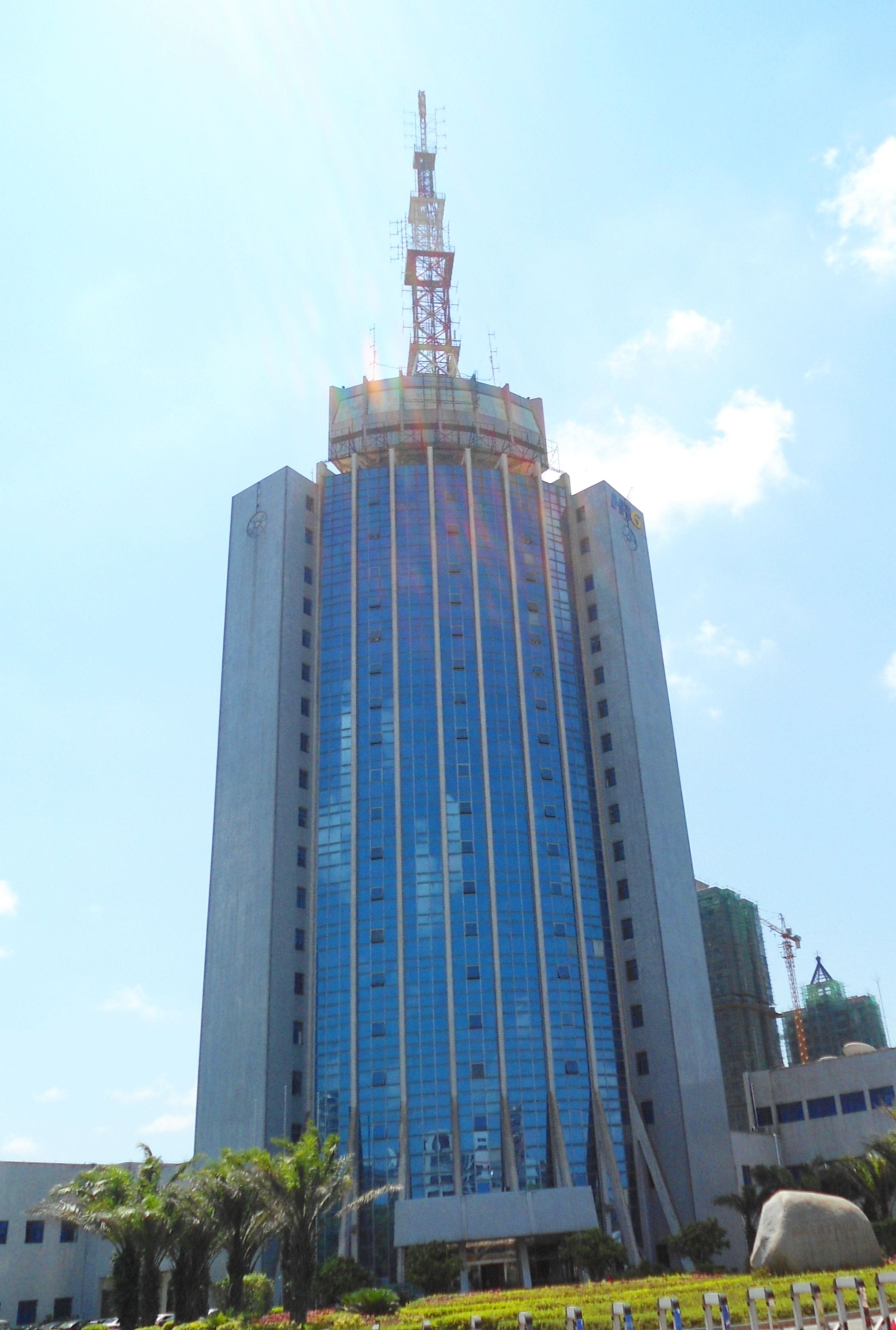
总部

| 頻道名稱       | 语言           | 频道频率                                                                                                   | 啟播時間      | 频道前身                     | 備註                                                         | 備註 |
| 新闻广播       | 普通話         | FM88.6（本島） FM94.8（三沙）                                                                              | 1953年2月2日  |                              | 海南省第一个广播频率，以新闻为主的广播频率                   |      |
| 国际旅游岛之声 | 普通話         | FM103.8（海口、琼中） FM106.8（三亞） FM95.0（儋州） FM99.0（定安） FM103.0（萬寧） FM107.2（五指山）      |               | 海南人民广播电台经济频率     | 以旅游宣传为主的广播频率                                     |      |
| 交通广播       | 普通話         | FM100.0（海口） FM100.3（三亞） FM89.3（儋州） FM98.5（瓊海） FM90.3（文昌） FM88.1（屯昌） FM98.0（東方） |               | 海南人民广播电台交通信息广播 | 主要為駕車人士服務的頻率，提供路況播報、生活資訊及服務類節目 |      |
| 音乐广播       | 普通話         | FM94.5（海口） FM91.6（三亞） FM91.3（儋州） FM91.4（琼海） FM107.0（东方）                                |               |                              | 以音乐为主的广播频率                                         |      |
| 民生广播       | 普通話、海南话 | FM92.2（海口） FM101.0（瓊中及瓊北地區）                                                                   | 2013年9月29日 |                              | 以民生资讯为主的广播频率                                     |      |

## 争议
2024年1月1日，该台主持人肖程皓因在抖音账号就日本能登半島地震发表“日本地震是报应”的言论，被电视台暂停其工作，接受组织核查。事后，在抖音出现了不少声援该主持人并要求彻查海南电视台的评论。该主持人已在次月复职。

## 外链
- 海南网络广播电视台 （页面存档备份，存于）